# Foz (Lugo)
Pour les articles homonymes, voir Foz.
Foz est une commune au nord-est de la province de Lugo en Galice (Espagne), située dans la comarque de A Mariña Central. La population recensée en 2009 est de 9 970 habitants.

## Administration

### Jumelages
- Trégastel (France) depuis 2003